# Carpias stylodactylus
Carpias stylodactylus is een pissebed uit de familie Janiridae. De wetenschappelijke naam van de soort is voor het eerst geldig gepubliceerd in 1906 door Giuseppe Nobili. De soort werd ontdekt op het eiland Mangareva in de Gambiereilanden in Frans-Polynesië.